# 9673 Kunishimakoto
9673 Kunishimakoto è un asteroide della fascia principale. Scoperto nel 1997, presenta un'orbita caratterizzata da un semiasse maggiore pari a 2,2177176 UA e da un'eccentricità di 0,1893866, inclinata di 4,04743° rispetto all'eclittica.